# Rezolucija Vijeća sigurnosti UN-a 1107
Rezolucijom 1107 Vijeća sigurnosti UN-a 1107, usvojenom jednoglasno 16. svibnja 1997., nakon podsjećanja na Rezoluciju 1103 (1997) o Misiji Ujedinjenih naroda u Bosni i Hercegovini (UNMIBH) i Međunarodnim policijskim snagama Ujedinjenih naroda (UN-IPTF) u Bosni i Hercegovini, Vijeće je odobrilo daljnje povećanje broja policijskog osoblja UNMIBH-a.
Vijeće sigurnosti podsjetilo je na Daytonski sporazum i povećalo veličinu policijske komponente UNMIBH-a za 120 pripadnika, nakon preporuke glavnog tajnika Kofija Annana u vezi sa zadaćama UN-IPTF-a. Države članice su pozvane da osiguraju kvalificirane policijske promatrače i druge oblike pomoći UN-IPTF-u i kao potporu Daytonskom sporazumu.

## Vanjske poveznice
| Wikizvor | Engleski Wikizvor ima izvorni tekst na temu: United Nations Security Council Resolution 1107 |

- Text of the Resolution at undocs.org